# Theodor Kaftan
Theodor Christian Heinrich Kaftan (* 18. März 1847 in Loit bei Apenrade, Nordschleswig; † 26. November 1932 in Baden-Baden) war ein evangelischer Theologe und Kirchenführer.

## Leben
Kaftan war ein Sohn von Martin Hinrich Kaftan (1807–1853) und dessen Frau, der Pastorentochter Wilhelmine Mumsen (1822–1899). Sein Vater wurde als deutschgesinnter Pastor der Løjt Kirke 1850 im Zusammenhang mit der Schleswig-Holsteinischen Erhebung von der dänischen Regierung entlassen und starb schon 1853 in Pinneberg.
Kaftan studierte Theologie in Erlangen, Berlin und Kiel. 1873–1880 war er Pastor der dänischen Kirchengemeinde in Apenrade. Von 1880 bis 1884 arbeitete er als Regierungs- und Schulrat in Schleswig, um danach Propst in Tondern zu werden. 1886 wurde er Generalsuperintendent für Schleswig. 1917 ging er in den Ruhestand, übernahm jedoch als Emeritus das Pfarramt der Ev.-luth. Kirchengemeinde Baden-Baden (ELKiB).
Kaftan hat maßgeblichen Einfluss auf die kirchliche Entwicklung in Schleswig-Holstein genommen. Ihm ging es nach der Abschaffung des „landesherrlichen Kirchenregiments“ 1918 um die Trennung von Kirche und Staat und um das Prinzip „Volkskirche“, das er mit Reformen von Ausbildung, Gottesdienst und Liturgie zu verwirklichen suchte. Seine Vorstellungen in Fragen des Kirchenrechts und der Kirchenpolitik hatte wesentlichen Einfluss auf die spätere Gründung der VELKD. Ebenso war Kaftan in der ökumenischen Arbeit engagiert. Theologisch grenzte er sich sowohl von orthodoxen wie von liberalen Haltungen ab und vertrat einen lutherisch-reformatorischen Ansatz, nicht zuletzt auch unter dem Einfluss seines jüngeren Bruders Julius Kaftan, der an der Friedrich-Wilhelms-Universität zu Berlin den vormaligen Lehrstuhl des berühmten Theologen Friedrich Schleiermacher übernommen hatte.

## Werke
- Erlebnisse und Beobachtungen – Gütersloh: Bertelsmann, 1931, 2., durchgearb. Aufl.
- Erlebnisse und Beobachtungen des ehemaligen Generalsuperintendenten von Schleswig D. Theodor Kaftan – Kiel: Verein f. Schlesw.-Holst. Kirchengeschichte, 1924
- Wie verfassen wir die Kirche ihrem Wesen entsprechend? – Leipzig: Dörffling & Franke, 1920
- Staat und Kirche – Berlin: Voss, 1919
- Was nun? – Leipzig: Dörffling & Franke, 1919
- Luthers Katechismus, wie ein Hausvater denselben einfältig erklären soll  – Schleswig: Bergas, 1919
- Die staatsfreie Volkskirche – Leipzig: Dörffling & Franke, 1918
- Reformation, nicht Revolution – Leipzig: Deichert, 1917
- Reformation und Gustav Adolf-Verein – Leipzig: Hinrichs, 1917
- Die gegenwärtige Kriegslage und wir Christen – Ratzeburg: Schlesw.-Holst. Schriftenverein, 1916
- Vom evangelischen Erziehen – Hamburg: Rauhes Haus, 1916
- Unterricht im Christentum – Schleswig: Bergas, 1914
- Warum ich dem Evangelischen Bund beitrat? – Berlin: Evang. Bund, [1913]
- Der Mensch Jesus Christus, der einige Mittler zwischen Gott und den Menschen  – Gr. Lichterfelde-Berlin: Runge, 1908
- Kirche, Recht und Theologie in vier Jahrzehnten – München: Kaiser